# Rasmus Kristensen
Rasmus Nissen Kristensen (* 11. července 1997 Brande) je dánský profesionální fotbalista, který hraje na pozici pravého obránce za italský klub AS Řím, kde je na hostování z Leedsu United, a za dánský národní tým.

## Klubová kariéra
Kristensen se narodil do fotbalové rodiny a ve věku 6 let začal hrát za místní klub Brande IF. V roce 2010 se přesunul do akademie Herning Fremad.

### FC Midtjylland
V roce 2012 podepsal Kristensen mládežnickou smlouvu s dánským prvoligovým klubem FC Midtjylland. Kristensen se přesunul do A-týmu v létě 2016 ve věku 18 let, kdy podepsal pětiletý kontrakt.
Dne 7. března 2016 Kristensen debutoval v soutěžním zápase, a to proti FC Nordsjælland v rámci Superliga. Ve 39. minutě vystřídal Václava Kadlece, nicméně prohře 1:2 zabránit nedokázal. Ve zbytku sezóny 2016/17 se stal stabilním členem základní sestavy klubu. Celkem odehrál 12 ligových zápasů, ve kterých vstřelil jednu branku, a to při výhře 4:1 nad Hobro IK.
V klubu odehrál dohromady 82 soutěžních utkání, ve kterých vstřelil 7 branek. S dánským klubem získal v sezóně 2017/18 ligový titul.

### Ajax
Dne 23. ledna 2018 přestoupil Kristensen do nizozemského Ajaxu, který za něj zaplatil 5,5 milionu eur. Ve svém novém působišti podepsal smlouvu do roku 2023. V nizozemské Eredivisie debutoval 7. února při výhře 4:2 nad Roda JC.
Dne 5. května 2019 vstřelil svůj jediný gól v dresu Ajaxu, a to ve finále KNVB beker proti Willemu II při výhře 4:0.
V průběhu jedné a půl sezóny v dresu Ajaxu se nedokázal nadobro prosadit do základní sestavy přes pravého obránce Noussaira Mazraouiho. V klubu odehrál celkem 27 utkání a získal s klubem v sezóně 2018/19 nizozemský titul.

### RB Salzburg
V létě 2019 přestoupil Kristensen do Rakouska, kde podepsal pětiletou smlouvu s FC Red Bull Salzburg. V klubu debutoval 17. srpna 2019 při výhře 6:0 nad SKN St. Pölten. Ve své první sezóně v klubu se stal pravidelným členem základní sestavy.
Svoji první branku v dresu Salzburgu vstřelil 19. září 2020, a to při ligové výhře 4:1 nad SCR Altach.
Dne 27. května 2021 prodloužil Kristensen svůj kontrakt do roku 2025. 21. srpna 2021 odehrál poprvé ve své kariéře celý zápas s kapitánskou páskou; dovedl Salzburg k výhře 3:1 nad SK Austria Klagenfurt, ke které přispěl i vstřeleným gólem.

### Leeds United
V létě 2022 přestoupil Kristensen do anglického Leedsu United. Kluby se dohodly na odstupném 8,5 milionu liber.

## Reprezentační kariéra
Kristensen byl poprvé povolán do dánské reprezentace v listopadu 2020 na zápasy Ligy národů proti Islandu a Belgii; do zápasů však nenastoupil.
Svůj reprezentační debut si odbyl 4. září 2021 při výhře 1:0 nad Faerskými ostrovy.

## Statistiky

### Klubové
K 8. červnu 2022
| Klub           | Sezóna  | Liga           | Liga   | Liga | Národní pohár | Národní pohár | Ligový pohár | Ligový pohár | Evropské poháry | Evropské poháry | Celkem | Celkem |
| Klub           | Sezóna  | Liga           | Zápasy | Góly | Zápasy        | Góly          | Zápasy       | Góly         | Zápasy          | Góly            | Zápasy | Góly   |
| -------------- | ------- | -------------- | ------ | ---- | ------------- | ------------- | ------------ | ------------ | --------------- | --------------- | ------ | ------ |
| FC Midtjylland | 2015/16 | Superligaen    | 12     | 1    | 0             | 0             | —            | —            | —               | —               | 12     | 1      |
| FC Midtjylland | 2016/17 | Superligaen    | 34     | 2    | 4             | 0             | —            | —            | 8               | 0               | 46     | 2      |
| FC Midtjylland | 2017/18 | Superligaen    | 17     | 3    | 0             | 0             | —            | —            | 7               | 1               | 24     | 4      |
| FC Midtjylland | Celkem  | Celkem         | 63     | 6    | 4             | 0             | —            | —            | 15              | 1               | 82     | 7      |
| Ajax           | 2017/18 | Eredivisie     | 8      | 0    | 0             | 0             | —            | —            | —               | —               | 8      | 0      |
| Ajax           | 2018/19 | Eredivisie     | 12     | 0    | 5             | 1             | —            | —            | 2               | 0               | 19     | 1      |
| Ajax           | Celkem  | Celkem         | 20     | 0    | 5             | 1             | —            | —            | 2               | 0               | 27     | 1      |
| RB Salzburg    | 2019/20 | Bundesliga     | 12     | 0    | 2             | 0             | —            | —            | 6               | 0               | 20     | 0      |
| RB Salzburg    | 2020/21 | Bundesliga     | 31     | 3    | 5             | 1             | —            | —            | 8               | 0               | 44     | 4      |
| RB Salzburg    | 2021/22 | Bundesliga     | 29     | 7    | 6             | 3             | —            | —            | 10              | 0               | 45     | 10     |
| RB Salzburg    | Celkem  | Celkem         | 72     | 10   | 13            | 4             | —            | —            | 24              | 0               | 109    | 14     |
| Leeds United   | 2022/23 | Premier League | 0      | 0    | 0             | 0             | 0            | 0            | —               | —               | 0      | 0      |
| Celkem         | Celkem  | Celkem         | 155    | 16   | 22            | 5             | 0            | 0            | 41              | 1               | 218    | 22     |

### Reprezentační
K 8. červnu 2022
| Dánsko | Dánsko | Dánsko |
| Rok    | Zápasy | Góly   |
| ------ | ------ | ------ |
| 2021   | 2      | 0      |
| 2022   | 4      | 0      |
| Celkem | 6      | 0      |

## Ocenění

### Midtjylland
- Superligaen: 2017/18

#### Ajax
- Eredivisie: 2018/19
- KNVB Cup: 2018/19

#### Red Bull Salzburg
- Rakouská Bundesliga: 2019/20, 2020/21, 2021/22
- ÖFB-Cup: 2019/20, 2020/21, 2021/22